# Финансовая грамотность
Финансовая грамотность (англ. Financial literacy) — сочетание осведомленности, знаний, навыков, установок и поведения, связанных с финансами и необходимых для принятия разумных финансовых решений, а также достижения личного финансового благополучия; набор компетенций человека, которые образуют основу для разумного принятия финансовых решений. Считается, что развитие финансовой грамотности дает возможность поддерживать и улучшать финансовое благополучие.

## Структура
Финансовая грамотность включает в себя четыре ключевые области: деньги и сделки, планирование и управление финансами, риск и вознаграждения, финансовый ландшафт.

## Характеристика
Уровень финансовой грамотности в целом — недостаточен, а в рамках отдельных социальных групп (дети, пожилые люди и люди с низким уровнем образования) эта проблема стоит особенно остро. Дополнительным фактором риска является общее усложнение финансовых отношений, увеличение ответственности, перекладываемой государством на граждан по вопросам выбора пенсионного обеспечения, способов получения заемных средств и т.п.
В рамках своей обыденной деятельности люди экспериментальным путем вырабатывают оптимальные алгоритмы действий. Но важные события (вроде взятие ипотеки, получение образования, формирование долгосрочных инвестиций) происходят редко и поэтому собственный опыт человека часто отсутствует. Именно здесь проявляется важность специфических финансовых знаний, получаемых извне.
Самооценка финансовой грамотности является распространенной базой для научных исследований. Тем не менее существуют и иные подходы, имеющие большую объективность. Например, в Швеции используют метод, основанный на проверке подверженности людей трем различным типам финансовых «ошибок»: недостаточной диверсификации, инерции в принятии риска и эффекта диспозиции в владении акциями.
Финансовая грамотность теоретически является одним из путей улучшения экономической ситуации. Однако по мнению исследователей: строгое регулирование, обеспечение стимулов для улучшения архитектуры выбора, упрощение раскрытия информации о ценах, условиях или характеристиках продуктов, обеспечение стимулов для принятия мер — дают тот же эффект при меньших расходах.

## Исследования в России

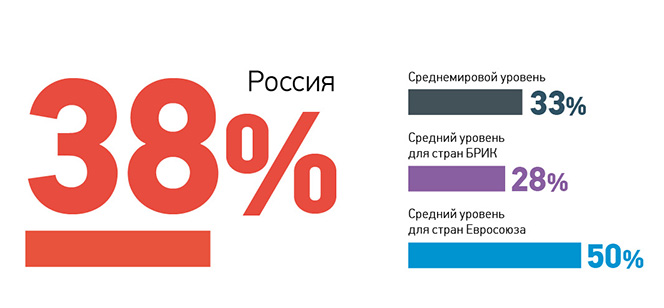
Финансовая грамотность населения (по данным S&P)

Вопросами финансовой грамотности в России занимаются Министерство финансов РФ, Центральный банк РФ, Роспотребнадзор, Минобрнауки России, другие государственные (муниципальные) органы, институты финансового рынка и другие заинтересованные стороны. Разработан План мероприятий («дорожная карта») реализации второго этапа Стратегии повышения финансовой грамотности в Российской Федерации на 2017-2023 годы (на период 2021-2023 годов) На регулярной основе проходят заседания Межведомственной координационной комиссии по реализации Стратегии повышения финансовой грамотности в Российской Федерации на 2017-2023 годы.
Сбербанк расширил участие в проекте Центрального банка «Онлайн-уроки финансовой грамотности».
В 2016 году ОЭСР опубликовала результаты международного сравнительного исследования финансовой грамотности в 30 странах. В России это исследование было инициировано Минфином в рамках Проекта «Содействие повышению уровня финансовой грамотности населения и развитию финансового образования в РФ». По результатам исследования средняя оценка финансовой грамотности по всем странам — 13,2 баллов из максимальных 21. В странах-участницах ОЭСР средний показатель — 13,7 баллов. Россия (оператор в России — Аналитический центр НАФИ) получила 12,2 балла (25-е место).
В феврале 2019 года стало известно, что Россия заняла девятое место среди стран G20 в рейтинге финансовой грамотности населения. Средний показатель финансовой грамотности у россиян составил 12,12 балла из 21. Средняя оценка по странам G20 — 12,7 балла. В 2021 году Минфин РФ и Банк России создали "Стратегию развития финансового рынка до 2030 года".  Приоритетом в развитии финансовой грамотности в России станет цифровизация образовательных продуктов и защита населения от мошеннических схем. Минфин и Банк России намерен развивать сотрудничество с Пенсионным Фондом России для увеличения финансового просвещения среди пенсионеров, людей с инвалидностью, детей-сирот. 
|                                           | 2008 | 2009 | 2010 | 2011 | 2012 | 2013 | 2014 | 2015 | 2016 | 2017 |
| ----------------------------------------- | ---- | ---- | ---- | ---- | ---- | ---- | ---- | ---- | ---- | ---- |
| Отличные/хорошие знания и навыки          | 17   | 15   | 25   | 20   | 17   | 13   | 15   | 20   | 24   | 12   |
| Удовлетворительные знания и навыки        | 38   | 50   | 44   | 44   | 41   | 38   | 42   | 46   | 51   | 50   |
| Неудовлетворительные/знаний и навыков нет | 38   | 35   | 31   | 36   | 43   | 49   | 43   | 34   | 25   | 38   |

Финансовая грамотность детей
По результатам исследований, почти двум третям (63 %) детей, имеющим банковскую карту, известно про такую меру защиты от мошенников, как хранение карты отдельно от наличных, 61 % знают о СМС-информировании и возможности отслеживать с помощью него операции по банковской карте.
При этом (по данным опроса ВЦИОМ) среди 15—17-летних школьников каждый пятый (20 %) скорее считает свою осведомленность в финансово-экономической сфере недостаточной и хотел бы получить более обширные познания.
В некоторых школах России вводится курс основ финансовой грамотности.Обязательное преподавание финансовой грамотности с 1-го по 9-й класс закреплено в новых федеральных государственных стандартах начального и основного общего образования.  С 1 сентября 2022 года учащимся первых и пятых классов российских школ в обязательном порядке начнут преподавать «элементы финансовой грамотности». 
Финансовая грамотность предпринимателей
Более позитивно ситуация обстоит с финансовыми установками (69 п.п.), финансовые навыки получили 64 п.п. Самые низкие баллы у компоненты «финансовые знания» (53 п.п.); 21 % опрошенных предпринимателей продемонстрировали низкий уровень финансовой грамотности (ниже 50 п.п. из 100 возможных). В основном это руководители и собственники микропредприятий с годовым оборотом до 10 млн руб. (81 %). Значимых различий в отраслевом разрезе не обнаружено.